# Friaça
Albino Friaça Cardoso, meist nur Friaça genannt (* 20. Oktober 1924 in Porciúncula, Bundesstaat Rio de Janeiro (RJ); † 12. Januar 2009 in Itaperuna, RJ), war ein brasilianischer Fußballspieler, der 1950 Vizeweltmeister wurde. 

## Leben
In seiner Vereinskarriere spielte der Stürmer Friaça für Vasco da Gama, den FC São Paulo und AA Ponte Preta. Mit Vasco gewann er 1947 und 1952 die Staatsmeisterschaft von Rio de Janeiro, 1947 sogar unbesiegt. Dazu gewann er mit Vasco den offiziellen Vorläufer der Copa Libertadores, die 1948 in Chile ausgetragene Südamerikanische Meisterschaft der Meister. Bei diesem Turnier erzielte er vier Tore in sechs Spielen. Mit São Paulo gewann er 1949 die Staatsmeisterschaft von São Paulo, wobei er mit 24 Treffern auch der beste Torschütze war. 
In der brasilianischen Nationalmannschaft bestritt Friaça von 1947 bis 1952 13 Spiele mit 8 Siegen, 3 Unentschieden und 2 Niederlagen. Höhepunkt seiner Laufbahn war dabei die Teilnahme an der Fußball-Weltmeisterschaft 1950 im eigenen Land, wo er vier seiner Länderspiele bestritt. Das wichtigste dabei war wohl das De-facto-Finale des Turniers, in dem Brasilien im Spiel gegen Uruguay ein Unentschieden zum Titel gereicht hätte. Friaça erzielte mit dem 1:0 in der 47. Minute dabei sein einziges Tor für die Nationalmannschaft, die jedoch am Ende vor rund 200.000 Zuschauern in dem Spiel, das als Maracanaço in die Fußballgeschichte einging, noch mit 1:2 unterlag.
Nach seiner Spielerlaufbahn zog er sich nach Porciúncula, seinen Geburtsort, im Hochland im Nordosten von Rio de Janeiro zurück. Dort gehörte ihm ein Geschäft für Baumaterialien, das zuletzt von seinen Kindern geleitet wurde. Einer seiner Söhne verstarb in den 1990er-Jahren bei einem Flugunfall. Dies mag wesentlich dazu beigetragen haben, dass sich der immer gesellige Friaça nach dieser persönlichen Tragödie etwas zu sehr Alkohol und Tabak hingegeben hat. Er verstarb im Januar 2009 in einem Krankenhaus in Itaperuna nahe seinem Wohnort an Lungenentzündung. Er hinterließ zwei Söhne, eine Tochter und seine Ehefrau Frau Maria Helena.

## Statistik
Vereine
- 1944–1949: Vasco da Gama
- 1949–1951: FC São Paulo
- 1951–1954: Vasco da Gama
- 1954–1955: AA Ponte Preta

Brasilianische Fußballnationalmannschaft
- 1947–1952: 13 Länderspiele / 1 Tor
- 1950: Vizeweltmeister

Erfolge
- Campeonato Sudamericano de Campeones: 1948
- Staatsmeisterschaft von Rio de Janeiro: 1947, 1952
- Staatsmeisterschaft von São Paulo: 1949